# Buffy, a vámpírok réme (film)
A Buffy, a vámpírok réme (eredeti cím: Buffy the Vampire Slayer) 1992-ben bemutatott amerikai horror-vígjáték.
A filmet Joss Whedon forgatókönyve alapján Fran Rubel Kuzui rendezte. A főbb szerepekben Kristy Swanson, Donald Sutherland, Paul Reubens, Rutger Hauer, Luke Perry és Hilary Swank látható. Főszereplője egy Buffy nevű kaliforniai pompomlány, aki ráébred, hogy kiválasztottként a vámpírok elleni harcra hivatott. A film mérsékelt sikert aratott a jegypénztáraknál és a kritikusokat sem nyűgözte le.
A forgatókönyvíró eredeti elképzelése merőben más volt, mit amit a rendező végül filmvászonra vitt. Ezért Whedon öt évvel később elkészítette a jóval sötétebb hangvételű és minden idők legjobb televíziós sorozatai közt számon tartott azonos című drámasorozatot.

## Cselekmény
Buffy Summers végzős gimnazista, az elkényeztetett, gazdag Los Angeles-i lányok gondtalan mindennapjait éli. Egy nap azonban mindez megváltozik: egy önmagát Merricknek nevező, rejtélyes idegen közli vele, hogy a lány kiválasztott, egy Vadász, akinek sorsfeladata a vámpírok elleni élet-halál harc – Merrick pedig a segítségére küldött Figyelő. Az eleinte szkeptikus lány nemsokára elfogadja végzetét és szembetalálja magát egy Lothos nevű vámpírkirállyal.

## Szereplők
| Színész                | Szerep                  | Magyar hang     |
| ---------------------- | ----------------------- | --------------- |
| Kristy Swanson         | Buffy Summers           | Kökényessy Ági  |
| Luke Perry             | Oliver Pike             | Holl Nándor     |
| Rutger Hauer           | Lothos                  | Barbinek Péter  |
| Donald Sutherland      | Merrick Jamison-Smythe  | Szersén Gyula   |
| Paul Reubens           | Amilyn                  | Balázsi Gyula   |
| Hilary Swank           | Kimberly Hannah         |                 |
| Paris Vaughan          | Nicole Bobbittson       |                 |
| Michele Abrams         | Jennifer Walkens        | Biró Anikó      |
| Randall Batinkoff      | Jeffrey Kramer          | Boros Zoltán    |
| David Arquette         | Benny Jacks             | Bor Zoltán      |
| Stephen Root           | Gary Murray             | Varga T. József |
| Natasha Gregson Wagner | Cassandra               | Somlai Edina    |
| Sasha Jenson           | Grueller                | Breyer Zoltán   |
| Tom Jane               | Zeph                    |                 |
| Candy Clark            | Buffy anyja             | Tóth Judit      |
| Ben Affleck            | kosaras                 |                 |
| Ricki Lake             | Charlotte               | Némedi Mari     |
| Seth Green             | vámpír (törölt jelenet) |                 |
| Alexis Arquette        | vámpír DJ               |                 |

## A film készítése
Joss Whedon forgatókönyvíró 1991 őszén adta el a megfilmesítés jogait Dolly Parton Sandollar nevű produkciós cégének. A forgatásra csupán öt hét volt, mert Luke Perrynek azt a Beverly Hills 90210 munkálataival is össze kellett hangolnia.
Whedon eredetileg tanácsadó szerepben vett részt a forgatáson, de hamarosan távozott, mert elégedetlen lett a rendezés irányával. A 20th Century Fox filmesei kivágták Whedon számos viccét, mivel azokat a nézőközönség számára túlságosan elvontnak tartották. Whedon eredeti forgatókönyvének komorabb elemeit sem kedvelték és a filmet egy könnyedebb vígjátéknak szánták. Például a Merrick nevű szereplő végül nem öngyilkos lesz, hanem Lothos végez vele. A film végén Buffy sem gyújtja fel az iskola tornatermét, megölve az összes vámpírt. Whedon ezért faképnél hagyta a film készítőit. Különösen bírálta Donald Sutherland viselkedését a forgatáson, akivel arroganciája miatt szerinte nehéz volt együtt dolgoznia. Sutherland ugyanis hajlamos volt improvizálni és megváltoztatni a forgatókönyvben szereplő sorait. Rubel Kuzui rendezőtől ehhez szabad kezet is kapott, mint a film legnagyobb sztárja. Whedon úgy érezte, mindezek miatt Merrick filmbéli párbeszédei összefüggéstelenek és értelmetlenek lettek.

## Fogadtatás

### Bevételi adatok
A film az 5. helyen nyitott az észak-amerikai jegypénztáraknál. 7 millió dolláros költségvetése mellett összesen 16 624 456 dolláros bevételt szerzett.

### Kritikai visszhang
A Rotten Tomatoes weboldalon a film 52 kritika alapján 35%-os értékelést kapott. Az oldal összegzése szerint „a Buffy, a vámpírok réme természetfeletti felnövéstörténetét aláássa a gyenge rendezés és a még gyengébb cselekmény... bár Kristy Swanson és Paul Reubens alakítása így is ütőképes”.

## Fordítás
- Ez a szócikk részben vagy egészben  a   Buffy the Vampire Slayer (film) című angol Wikipédia-szócikk fordításán alapul.  Az eredeti cikk szerkesztőit annak laptörténete sorolja fel. Ez a jelzés csupán a megfogalmazás eredetét és a szerzői jogokat jelzi, nem szolgál a cikkben szereplő információk forrásmegjelöléseként.